# Jacques d'Auvergne
Jacques d'Auvergne est un écuyer d'équitation de tradition française, né le 5 juillet 1729 à Paulmery (aujourd'hui hameau de La Vernelle, dans l'Indre). Le général Alexis L'Hotte (1825-1904) le tient pour le « fondateur de l'équitation militaire française ». 
Il entre en 1744 comme élève du manège des chevau-léger de la maison du roi. En 1756, il est nommé écuyer en chef de l'école militaire de Paris à laquelle il enseigne jusqu'à sa fermeture, en 1788. En 1827, l'un de ses anciens élèves, le chevalier Jean-François Le Mouton de Boisdeffre (1745-1827), dédie ses Principes de cavalerie à d'Auvergne. En 1827, le marquis Jean-François Ducroc de Chabannes (1754-1835) publie son Cours élémentaire et analytique d'équitation avec pour sous-titre Résumé des principes de M. d'Auvergne.